# Potęgowo (Powiat Słupski)
Potęgowo (deutsch Pottangow; kaschubisch Pòtãgòwò) ist der Name eines Dorfes und der gleichnamigen Landgemeinde in der polnischen Woiwodschaft Pommern im Powiat Słupski (Stolper Kreis).

## Geographische Lage
Das frühere Guts- und Bauerndorf liegt in Hinterpommern, etwa 30 Kilometer östlich von Stolp zwischen der Lupow und der Leba am Rande eines eiszeitlichen Talzuges, der vom Darsiner Bach durchflossen wird.

## Geschichte

Pottangow, östlich von Stolp und westsüdwestlich von Lauenburg i. Pom., auf einer Landkarte von 1910

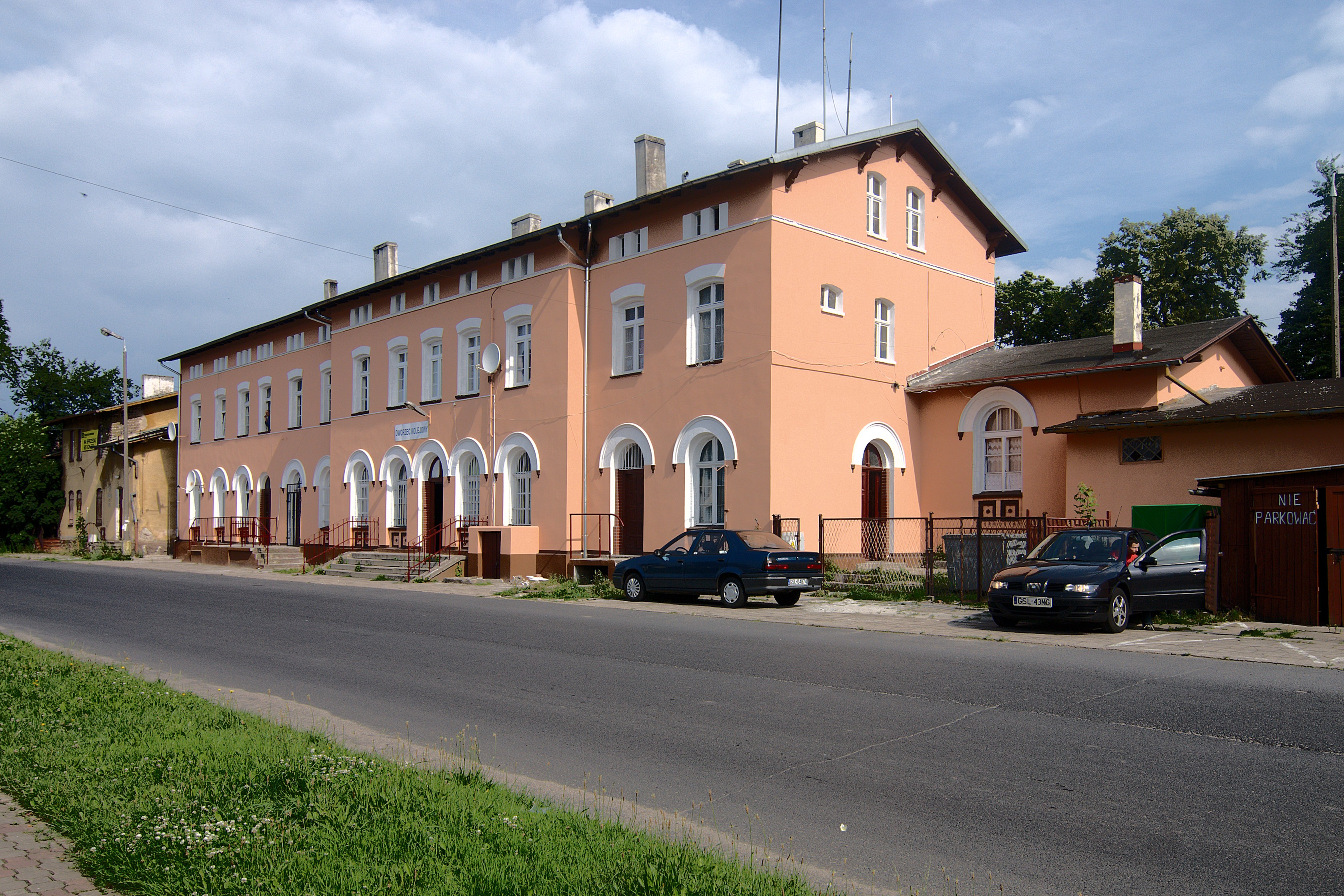
Bahnhofsgebäude

In alten Urkunden kommen die Ortsbezeichnungen Pottegow, Pottingowe, Pottenkow und Pottenkaw vor. In der Musterrolle von 1523 wird ein Peter Puttkamer tho Pottegaw erwähnt.
In Pottangow befand sich der bedeutendste Burgwall im Landkreis Stolp. Er lag westlich des Dorfes auf einem Bergvorsprung, an dem vom Darsiner Bach durchzogenen Tal, das früher ein schmales Seebecken darstellte. Zur Landseite hin war ein Wall aufgeworfen, den der Volksmund mit Schlotkenberg und Schwedenschanze bezeichnete.
Pottangow war noch um 1782 ein Vorwerk des Ritterguts Darsin und hat dessen Schicksal weitgehend geteilt. In der Familiengeschichte der Familie Puttkamer werden Darsin und Pottangow zwischen 1428 und 1684/86 zum Familienbesitz gezählt. Mit dem dann erfolgten Verkauf an die Grumbkows wurden sie dem Besitzkomplex Lupow angegliedert.
Mit dem Güterkomplex von Lupow kam Pottangow an die Bonins. Erst seit Ende des 18. Jahrhunderts wurde Pottangow als eigenes Gut angesehen. 1827 erbte es Otto von Bonin zusammen mit anderen Gütern im Landkreis Stolp. Seit 1855 war die Besitzschaft Lupow mit Darsin und Pottangow Fideikommiss.
Die letzten Besitzer auf Pottangow waren Friedrich von Bonin († 1877) und Ernst von Bonin († 1931). Am 1. April 1927 hatte das Gut Pottangow eine Flächengröße von 440 Hektar, und am 16. Juni 1925 hatte der Gutsbezirk 259 Einwohner. Am 30. September 1928 wurde der Gutsbezirk Pottangow in die Landgemeinde Pottangow eingegliedert. Danach wurde das 415 Hektar umfassende Gut aufgesiedelt. Das Restgut übernahm Karl zum Winkel.
Anfang der 1930er Jahre hatte die Landgemeinde Pottangow eine Flächengröße von 4,4 km². Innerhalb der Gemeindegrenzen standen insgesamt 32 bewohnte Wohnhäuser an vier verschiedenen Wohnstätten:
1. Bahnhof Pottangow
2. Postamt Pottangow
3. Pottangow
4. Siedlung Pottangow

Um 1935 hatte Pottangow unter anderem zwei Gasthöfe, zwei Gemischtwarenläden, verschiedene Fachgeschäfte, eine Viehhandlung sowie mehrere Handwerksbetriebe und Dienstleister.
1939 lebten hier 648 Einwohner in 170 Haushaltungen und 32 Wohngebäuden.

Straßen, Wege und Häuser im Dorf
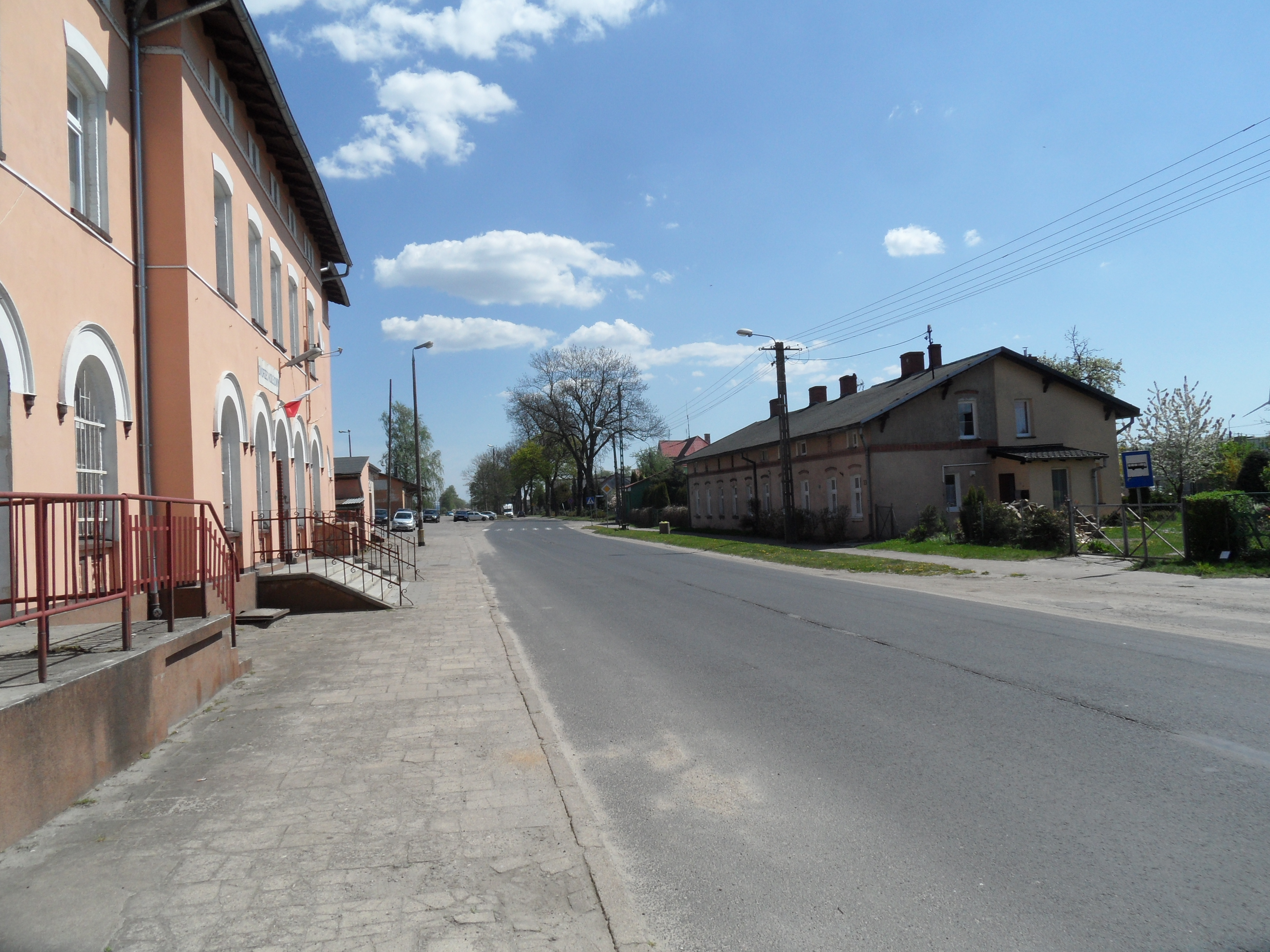
2021
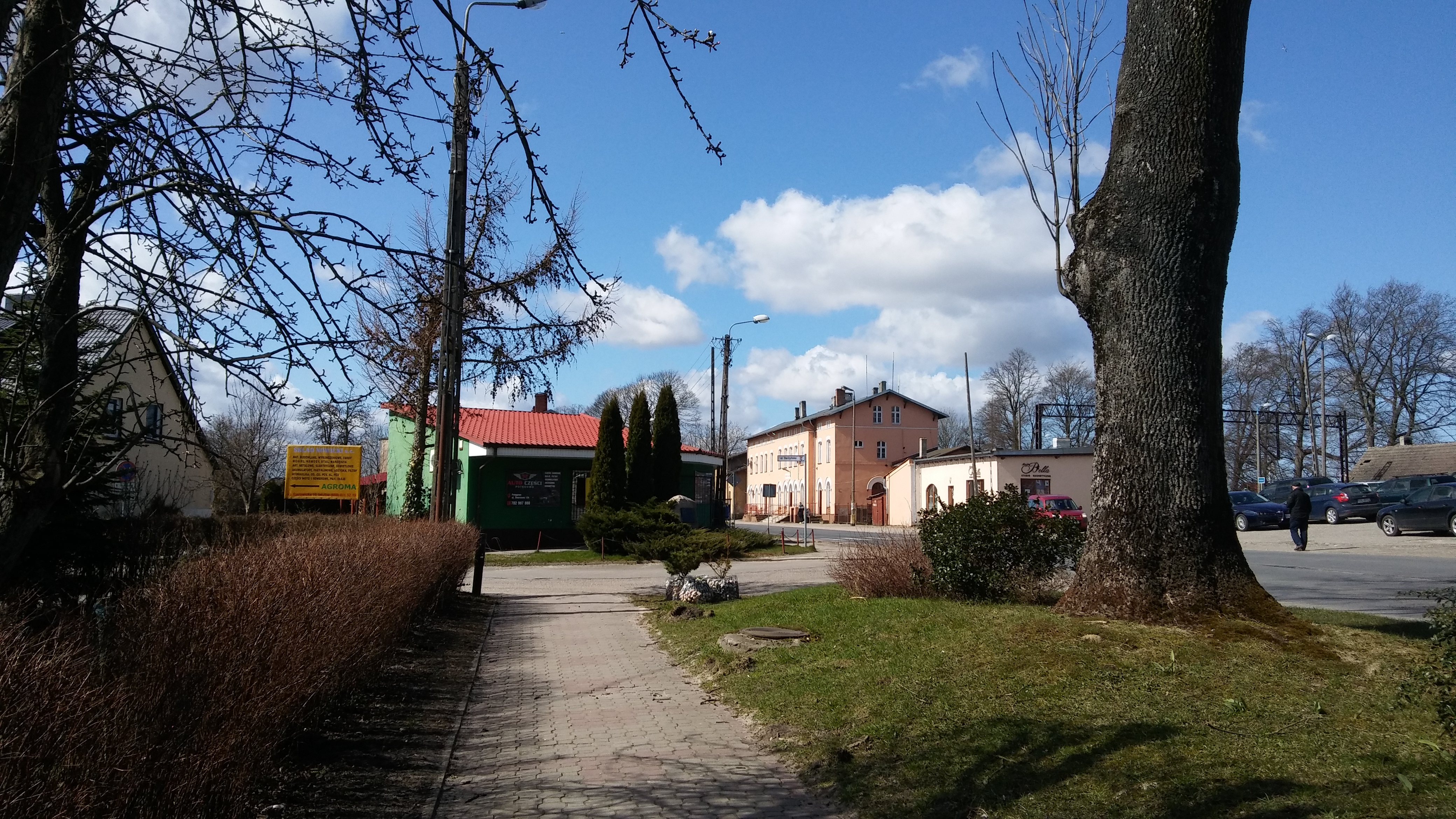
2021
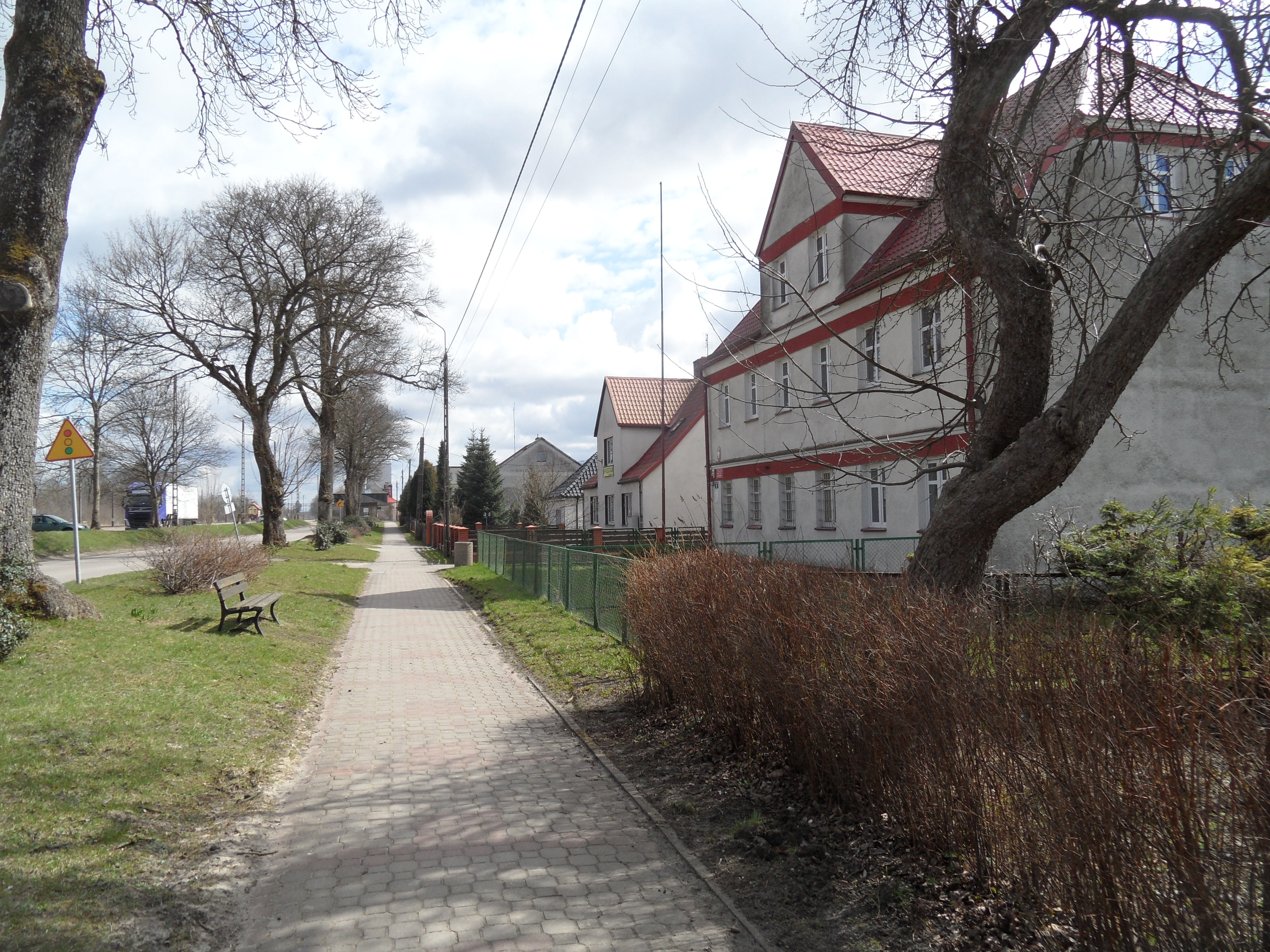
2021
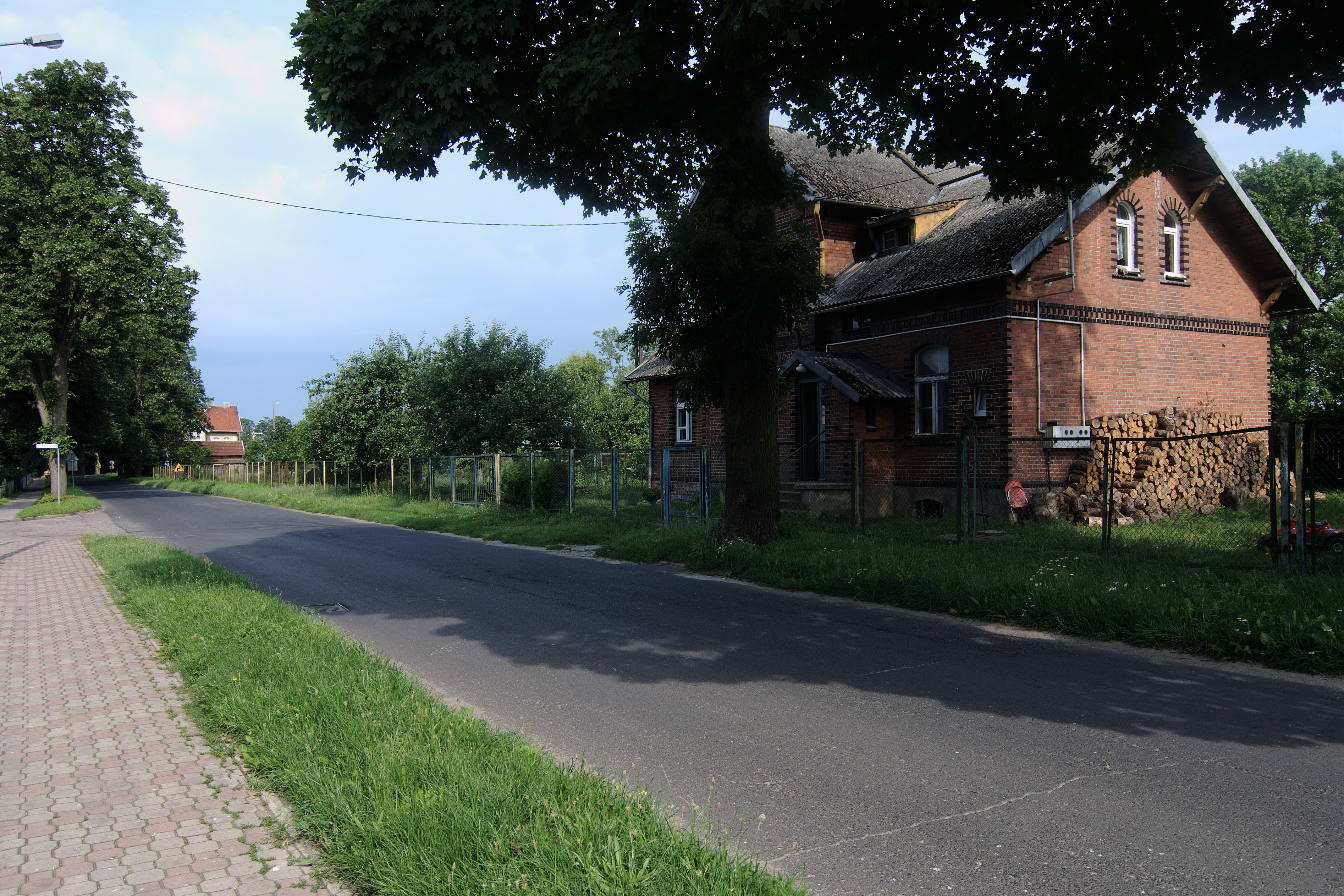
2012

Vor 1945 war Pottangow eine Landgemeinde im Landkreis Stolp im Regierungsbezirk Köslin der preußischen Provinz Pommern des Deutschen Reichs. Es gehörte zum Amts- und Standesamtsbezirk Grumbkow. Pottangow bildete einen eigenen Gendarmeriebezirk, war amtsgerichtlich jedoch Stolp zugeordnet.
Gegen Ende des Zweiten Weltkriegs wurde Pottangow am 9. März 1945 von Truppen der Roten Armee besetzt. Nach Beendigung der Kampfhandlungen wurde die Region zusammen mit ganz Hinterpommern seitens der sowjetischen Besatzungsmacht der Volksrepublik Polen zur Verwaltung überlassen. Anschließend begann im Dorf die Zuwanderung polnischer Zivilisten. Pottangow wurde unter der polonisierten Ortsbezeichnung ‚Potęgowo‘ verwaltet. In der darauf folgenden Zeit wurden die Alteinwohner Pottangows vertrieben.
Später wurden in der Bundesrepublik Deutschland 423 und in der DDR 95 aus Pottangow vertriebene Ortsbewohner ermittelt.
Der Ort ist heute Teil der gleichnamigen Gmina im Powiat Słupski in der Woiwodschaft Pommern (bis 1998 Woiwodschaft Słupsk). Hier wohnen heute mehr als 1400 Menschen.

## Kirche

### Kirchspiel bis 1945
Vor 1945 war die Dorfbevölkerung von Pottangow überwiegend evangelischer Konfession. Im Jahre 1925 hatte der Ort 33 katholische Bewohner (12,7 %). Pottangow war in das Kirchspiel Schurow eingegliedert, zu dem auch Bonkow (heute nicht mehr existent), Darsow, Groß Runow, Karlshöhe, Klein Gluschen, Laaske, Langeböse, Schidlitz, Schurow, Vangerske (1938–1945 Wiesenberg) und Zechlin gehörten.
Die Parochie Schurow, die 1940 insgesamt 3816 Gemeindeglieder zählte, lag im Kirchenkreis Stolp-Altstadt im Ostsprengel der Kirchenprovinz Pommern der Kirche der Altpreußischen Union. Letzter deutscher Geistlicher vor 1945 war Pfarrer Heinz Suhr.

### Polnisches Kirchspiel seit 1945
Die seit 1945 und Vertreibung der einheimischen Dorfbewohner anwesende polnische Einwohnerschaft ist überwiegend katholisch. Die Katholiken gehören zur Parochie Skórowo (Schurow) im Dekanat Główczyce (Glowitz) im Bistum Pelplin (Erzbistum Danzig) der Katholischen Kirche in Polen.
Für evangelische Kirchenglieder ist die Parochie der Kreuzkirche in Stolp in der Diözese Pommern-Großpolen der Evangelisch-Augsburgischen Kirche in Polen zuständig.

## Schule
In der im Jahre 1932 zweistufigen Volksschule unterrichtete ein Lehrer in zwei Klassen 99 Kinder. Eine zweite Lehrerstelle kam 1932 hinzu.

## Verkehr
Einen Kilometer südlich des Ortes verläuft die Landesstraße 6 (ehemalige deutsche Reichsstraße 2, heute auch Europastraße 28) von Stettin nach Danzig.
Im Norden des Dorfes befindet sich der Bahnhof an der PKP-Strecke 202 von Danzig nach Stargard.

## Gmina Potęgowo
Die Landgemeinde Potęgowo mit Sitz im Dorf Potęgowo ist eine 227,92 km² große Landgemeinde mit mehr als 7000 Einwohnern am Südostrand des Powiat Słupski.